# Любень (Вармінсько-Мазурське воєводство)
Любень (пол. Lubień, нім. Grünort) — село в Польщі, у гміні Міломлин Острудського повіту Вармінсько-Мазурського воєводства.
У 1975-1998 роках село належало до Ольштинського воєводства.